# 나이마 아케프
나이마 아케프(아랍어: نعيمة عاكف, 영어: Naima Akef, 1929년 10월 7일 ~ 1966년 4월 23일)는 이집트의 벨리댄서, 배우이다. 이집트 영화의 황금 시대에 활동했던 인기 배우들 가운데 한 사람이다.

## 생애
나이마 아케프는 이집트 탄타에서 태어났으며 어린 시절부터 예술가 경력을 시작했다. 그의 부모는 할아버지에 의해 설립된 아케프 서커스단에서 곡예사로 활동했는데 나이마 아케프는 4세 시절에 서커스단에 합류했다. 나이마 아케프는 뛰어난 곡예를 통해 관객들을 사로잡았다. 그의 가족들은 카이로에 있는 바브 엘칼크 지역에 정착했지만 공연을 위해 이집트 각지를 여행했다.
나이마 아케프가 14세였던 시절에 아케프 서커스단이 해체되었다. 나이마 아케프의 할아버지는 카이로의 공연 세계에서 많은 인맥을 가지고 있었기 때문에 나이마 아케프를 자신의 친구들에게 소개했다. 나이마 아케프는 카이로에 위치한 클럽에서 곡예와 서커스 공연을 진행했고 이집트 최초의 민속무용 및 음악 회사 가운데 하나였던 야 라일 야 아인(Ya Layl Ya Ayn)에 합류했는데 이는 아랍 음악의 특징 가운데 하나인 슬픈 노래를 가리키는 제목이기도 하다.
나이마 아케프는 바디아 마사브니가 카이로에서 운영하고 있던 유명한 나이트클럽에 합류했지만 같은 시기에 활동했던 여자 무용가들과는 달리 아주 짧은 기간 동안만 활동했다. 나이마 아케프는 나이트클럽에서 활동하던 스타들 가운데 한 사람이 되었고 무대에서 노래하고 춤추는 극소수의 예술가 가운데 한 사람이 되었다. 하지만 바디아 마사브니와의 활동은 나이트클럽 내에서 다른 예술가들을 질투하게 만들었고 나이마 아케프는 바디아 마사브니가 운영하던 나이트클럽을 떠나게 된다.
이집트의 영화 감독인 아바스 케말은 카이로에 있던 공연장인 킷캣 클럽에서 나이마 아케프를 소개했다. 영화 감독이기도 한 아바스 케말의 형인 후세인 파우지는 나이마 아케프가 자신이 제작한 뮤지컬 영화들 가운데 하나에 출연하는 데에 관심이 많았다. 후세인 파우지는 나이마 아케프를 위해 15편 이상의 영화를 제작했고 나중에 결혼하게 된다. 이들의 첫 번째 공동 작업은 영화 《빵과 소금》이었는데 나이마 아케프는 이집트의 전설적인 가수이자 작곡가인 무함마드 압델 와하브의 조카인 사드 압델 와하브와 함께 공연을 진행했다. 1949년 1월 17일에 처음 개봉한 이 영화는 즉시 성공을 기록했고 나하스 영화 스튜디오에서도 인정을 받았다.
나이마 아케프는 1950년에 개봉된 후세인 파우지 감독의 영화 《신랑 바바》에서 무용가 역할을 맡았다. 1957년에 개봉된 후세인 파우지 감독의 영화 《탐르 헤나》에서는 무용가 역할을 맡으면서 벨리댄스를 선보이기도 했다. 나이마 아케프는 1964년에 살라헬딘 압델 알림과의 재혼 이후에 아들의 보육에 전념하기 위해 영화계에서 은퇴했다. 1966년 4월 23일에 이집트 카이로에서 암으로 인하여 향년 36세를 일기로 사망했다.